# Ariobarzanes van Kios
Ariobarzanes van Kios was van 362 tot 337 v.Chr. heerser van Kios. Deze Ariobarzanes wordt wel verward met de satraap Ariobarzanes van Frygië.
Na een heerschappij van 26 jaar werd hij opgevolgd door Mithridates II van Kios, mogelijk zijn broer.
Hij was afkomstig uit een Perzische adellijke familie die later aanspraak maakte op afstamming van Darius I of een van de zeven edelen die de magiër pseudo-Smerdis hadden gedood. Dit was echter naar alle waarschijnlijkheid propaganda uit de tijd van Mithridates VI van Pontus om het aanzien van de familielijn te vergroten.